# Christian Stisen
Christian Nicolai Stisen Christensen (født 19. oktober 1991) er en dansk fodboldspiller, der spiller for FC Skanderborg.

## Klubber

### Viborg FF
Allerede som 16 årig skrev Stisen i 2007 under på en kontrakt med Viborg FF, efter han havde vist gode takter på klubbens juniorhold hos FK Viborg. Den aftale blev forlænget med 2 år i juni 2009.
Efter flere udtagelser til divisionsholdet uden at komme på banen fik han debut 15. november 2009, da han i 88. minut afløste Lasse Ankjær i kampen mod Hvidovre IF på udebane. Ét minut efter han kom på banen scorede han målet til 3-0 på hans første boldberøring.
I den første uge af oktober 2008 deltog Stisen for første gang i en træningssamling med U-18 landsholdet, da de var samlet i Vildbjerg som forberedelse til en venskabsturnering i Frankrig i slutningen af samme måned.
Efter sæsonen 2010/11 hvor Stisen ikke fik meget spilletid for førsteholdet, meddelte han at han forlod Viborg FF efter kontraktophør i juni 2011.

### Aars FC
Stisen skiftede efter kontraktophør i Viborg FF til danmarksserieklubben Aars FC.

### Holstebro Boldklub
Stisen skiftede efter kontraktophør i Aars FC til jyllandsserieklubben Holstebro Boldklub.
Den 13.juni 2014 rykkede han med resten af Holstebro mandskabet op i Danmarksserien for herrer.
Christian Stisen blev i sæsonen 2014 og 2015 anfører for Holstebro Boldklub og forsatte i den rolle, til han forlod klubben. I december 2016 stoppede han i Holstebro Boldklub efter 110 kampe for klubben.

### VSK Aarhus
Han skiftede herefter til VSK Aarhus i foråret 2017.

### FC Skanderborg
I vinteren 2018 skiftede han til FC Skanderborg.